# Hyperborea (album)
Hyperborea è un album del gruppo musicale tedesco Tangerine Dream, pubblicato nel 1983.
Questo è l'ultimo album della band ad essere stato distribuito con l'etichetta discografica Virgin.

## Il disco
Hyperborea è stato registrato nel mese di agosto del 1983. Il titolo si riferisce all'omonimo territorio mitico, che fa parte della tradizione dell'antica Grecia, che presumibilmente è situato a nord della Tracia, un paradiso terrestre di sole eterno.

## Tracce
1. No Man's Land – 9:12
2. Hyperborea – 8:41
3. Cinnamon Road – 3:58
4. Sphinx Lightning – 19:51

## Formazione
- Edgar Froese: sintetizzatori, tastiere, chitarra elettrica.
- Christopher Franke: sintetizzatori, tastiere, drum machine e batteria.
- Johannes Schmoelling: sintetizzatori, tastiere.

## Fonte
- http://www.voices-in-the-net.de/hyperborea.htm